# Francisco Javier Muñiz

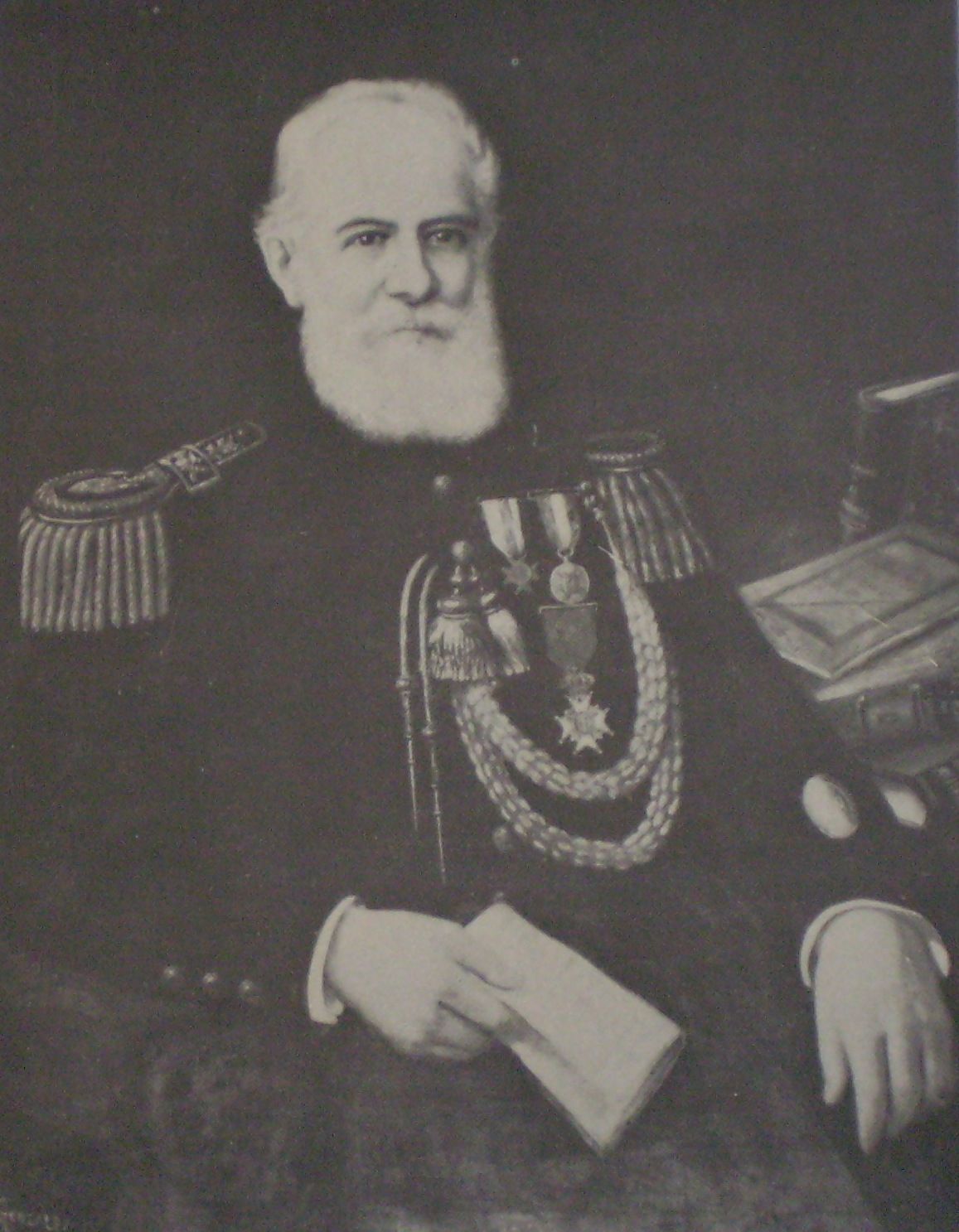
Francisco Javier Muñiz

Francisco Javier Muñiz (Monte Grande, província de Buenos Aires, Argentina, 1795 - Buenos Aires, abril de 1871) foi um médico e cientista argentino.
Destacou-se por suas atividades médicas e por suas pesquisas epidemiológicas,  zoológicas e paleontológicas. É considerado o primeiro naturalista argentino.